# Edoardo Weber
Edoardo Weber (OCI; OMT)(Turim, 29 de novembro de 1889 - local desconhecido, 17 de maio de 1945)  foi um engenheiro e empresário italiano, famoso por criar a Carburadores Weber.

## Histórico

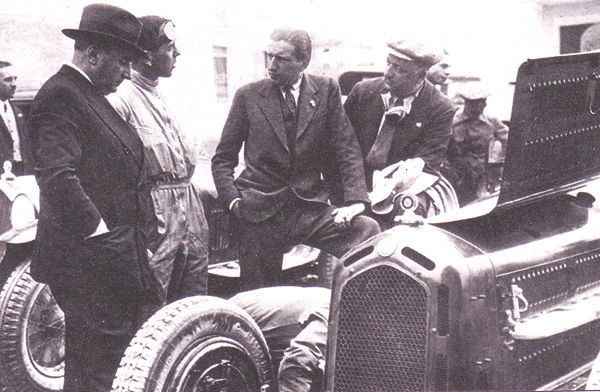
Edoardo Weber (E), Giulio Ramponi, Carlo Felice Trossi e Enzo Ferrari..

Filho de pai e mãe suíços de Piemonte, formou-se em engenharia mecânica pela Universidade de Turim, em 1913. Mudou-se em seguida para Bolonha, onde foi contratado pela FIAT. Foi tutor de Amédée Gordini e, em Mugello, correu com um Fiat 501, conquistando o terceiro lugar, no dia 13 de junho de 1920.
Seu trabalho para remediar os altos preços da gasolina resultou na criação de um carburador de melhor desempenho, que levou seu nome. 
Em 1923 estabeleceu a empresa Fabbrica Italiana Carburatori Weber, que se tornou a fornecedora de carros produzidos em massa pela FIAT e para carros de corrida, como Alfa Romeo e Maserati.
Weber era militante do Partido Fascista Italiano. Em 1937 recebeu a Ordem da Coroa da Itália e em 1943 a Ordem do Mérito do Trabalho.

## Desaparecimento
Bolonha foi libertada em 21 de abril de 1945, no final da Segunda Guerra Mundial, pelo "Exército Co-beligerante italiano", inimigo dos fascistas. No início da manhã do dia 17 de maio daquele ano, Weber foi retirado de seu escritório por civis que foram à fábrica, na Via Del Timavo. Ele nunca mais foi visto, sendo presumivelmente executado pelo movimento de resistência italiano.
Em 1952, sete anos após seu desaparecimento, a FIAT assumiu o controle da empresa.

## Monumento

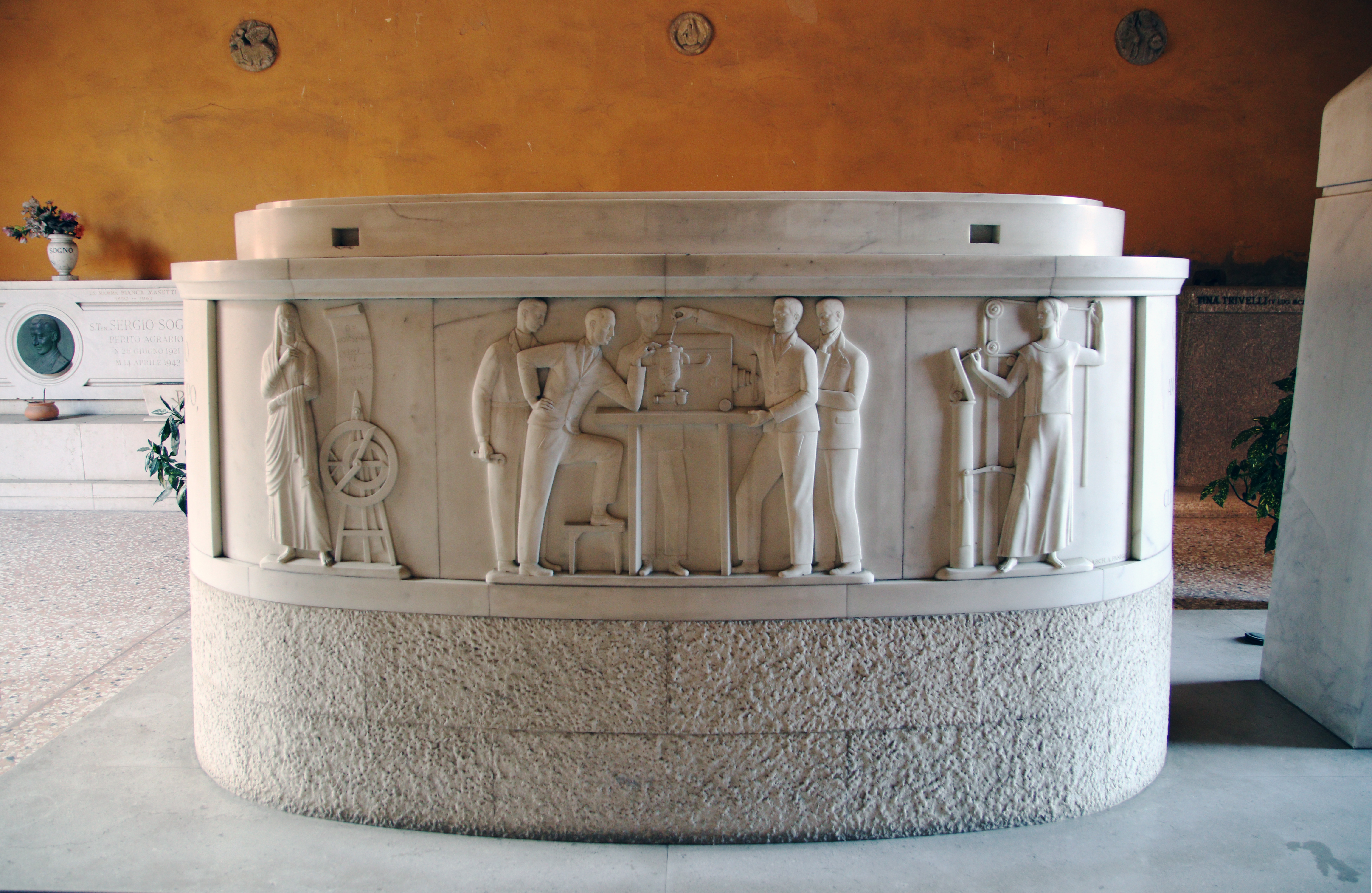
Túmulo vazio de Edoardo Weber

De 1954 e 1957, a mando de sua viúva Anna Weber (1897-1985), o escultor Venanzio Baccilieri construiu um túmulo de mármore de Carrara, em memória de Edoardo Weber, no salão central da hospedaria do cemitério monumental Certosa di Bologna. 
Uma epígrafe na parte de trás do sarcófago alude ao seu desaparecimento e ao fracasso em encontrar o corpo: "Não temais aqueles que matam o corpo, mas não podem matar a alma - São Mateus. X. 28." 
Em 1972, uma biografia de Edoardo Weber foi escrita por sua viúva, Anna.

## Honrarias
Cavaleiro da Coroa Italiana (25 de outubro de 1937)
 Cavaleiro do Mérito do Trabalho (6 de maio de 1943)